# Stazione di San Marino (Italia)
La stazione di San Marino è una fermata ferroviaria posta sulla linea Trento-Venezia tra le stazioni di Cismon del Grappa e Carpanè-Valstagna. Serve il centro abitato di San Marino, frazione del comune di Valbrenta.